# Gåssjön, Närke
Gåssjön är en sjö i Degerfors kommun i Närke och ingår i Göta älvs huvudavrinningsområde. Sjön är 3,5 meter djup, har en yta på 0,693 kvadratkilometer och är belägen 106 meter över havet. Vid provfiske har abborre, gädda och mört fångats i sjön.

## Delavrinningsområde
Gåssjön ingår i det delavrinningsområde (655453-141836) som SMHI kallar för Mynnar i Gullspångsälvens vattendragsyta. Medelhöjden är 110 meter över havet och ytan är 68,98 kvadratkilometer. Det finns inga avrinningsområden uppströms utan avrinningsområdet är högsta punkten. Vattendraget som avvattnar avrinningsområdet har biflödesordning 3, vilket innebär att vattnet flödar genom totalt 3 vattendrag innan det når havet efter 257 kilometer. Avrinningsområdet består mestadels av skog (56 procent), jordbruk (13 procent) och sankmarker (20 procent). Avrinningsområdet har 0,69 kvadratkilometer vattenytor vilket ger det en sjöprocent på 1 procent.